# Raymundo Joseph Peña
Raymundo Joseph Peña (* 19. Februar 1934 in Corpus Christi, Texas; † 24. September 2021 in San Juan, Texas) war ein US-amerikanischer Geistlicher und römisch-katholischer Bischof von Brownsville.

## Leben
Raymundo Joseph Peña besuchte die Grundschule in Robstown und später das Kleine Seminar St. John in San Antonio. Anschließend studierte er Philosophie und Katholische Theologie am Assumption Seminary in San Antonio. Am 25. Mai 1957 empfing Peña in der Corpus Christi Cathedral durch den Bischof von Corpus Christi, Mariano Simon Garriga, das Sakrament der Priesterweihe.
Peña war zunächst als Pfarrvikar der Pfarreien St. Peter in Laredo (1957–1960), St. Joseph in Alamo (1960–1963) und Sacred Heart in Mathis (1963–1967) tätig. Danach war Raymundo Joseph Peña Pfarrvikar der Pfarreien Christ the King und Our Lady of Pillar in Corpus Christi sowie Diözesanjugendseelsorger im Bistum Corpus Christi, bevor er 1969 Pfarrer der Pfarrei Our Lady of Guadalupe in Corpus Christi wurde. Daneben wirkte er ab 1970 als Herausgeber der Kirchenzeitung Texas Gulf Coast Catholic und als stellvertretender Vorsitzender des Priesterrats des Bistums Corpus Christi. Außerdem war Peña von 1974 bis 1976 Mitglied des National Committee for Human Development.
Am 16. Oktober 1976 ernannte ihn Papst Paul VI. zum Titularbischof von Trisipa und zum Weihbischof in San Antonio. Die Bischofsweihe spendete ihm der Erzbischof von San Antonio, Francis James Furey, am 13. Dezember desselben Jahres in der Convention Center Arena nahe der Kathedrale San Fernando in San Antonio; Mitkonsekratoren waren Patrick Fernández Flores, Weihbischof in San Antonio, und Thomas Joseph Drury, Bischof von Corpus Christi. Sein Wahlspruch Haz todo con amor („Tu alles mit Liebe“) stammt aus 1 Kor 16,14 . 1977 wurde Raymundo Joseph Peña zudem Generalvikar des Bistums Corpus Christi und Leiter des Diözesanbüros für die Laien. Von April bis Oktober 1979 war er Apostolischer Administrator des Erzbistums San Antonio und von 1979 bis 1981 Vizepräsident der Texas Conference of Churches.
Papst Johannes Paul II. bestellte ihn am 29. April 1980 zum Bischof von El Paso. Die Amtseinführung erfolgte am 18. Juni desselben Jahres. Von 1983 bis 1987 war Peña zudem Präsident des Verwaltungsrates des Mexican American Cultural Center in San Antonio. Am 23. Mai 1994 ernannte ihn Johannes Paul II. zum Bischof von Brownsville. Die Amtseinführung fand am 6. August 1995 statt.
In der Bischofskonferenz der Vereinigten Staaten war Raymundo Joseph Peña Vorsitzender der Kommission für die Hispanics (1987–1990) und der Kommission für die Kirche in Lateinamerika (1994–1997 und 1999–2000) sowie Mitglied der Kommission für Migration (1987–1990). Ferner nahm er 1997 an der Sonderversammlung der Bischofssynode für Amerika zum Thema Begegnung mit dem lebendigen Jesus Christus – Weg der Umkehr, der Gemeinschaft und der Solidarität in Amerika teil.
Am 9. Dezember 2009 nahm Papst Benedikt XVI. das von Raymundo Joseph Peña aus Altersgründen vorgebrachte Rücktrittsgesuch an. Danach wirkte er als Kaplan am Catholic Student Center der Pan American University in Edinburg.